# 草加八潮ジャンクション
草加八潮ジャンクション（そうかやしおジャンクション）は、東京外環自動車道の草加IC - 外環三郷西IC間の埼玉県八潮市に設置が予定されている、東埼玉道路と接続するジャンクション (JCT) である。2029年度（令和11年度）の完成を予定している:278-283。一般道路と接続する「草加八潮インターチェンジ（IC）」が併設される予定である。名称は仮称である。
同時に外環八潮パーキングエリア (PA) の建設の計画、外環八潮スマートインターチェンジ (SIC) の建設の検討もされており、2018年度（平成30年度）に都市計画決定。2030年度（令和12年度）完成予定:377-379。現在は橋桁の準備のみで留まっている。外環八潮SICは川口・和光方面及び三郷・市川方面が出入可能なフルインターチェンジとなる予定であり、2022年（令和4年）9月30日付けで国土交通省により新規事業化された。外環八潮PAについては事業中で、2020年時点では2026年度（令和8年度）の供用を予定していたが、2024年4月現在は2030年度（令和12年度）の完成を予定している:69-72。

## 隣
C3 東京外環自動車道
(72)草加IC - 草加八潮JCT（事業中）/外環八潮PA(事業中）/SIC（事業中） - (74)外環三郷西IC
東埼玉道路（事業中）
草加八潮IC/JCT（事業中） - 蒲生柿木川戸線IC（事業中） - 越谷吉川線IC（事業中）

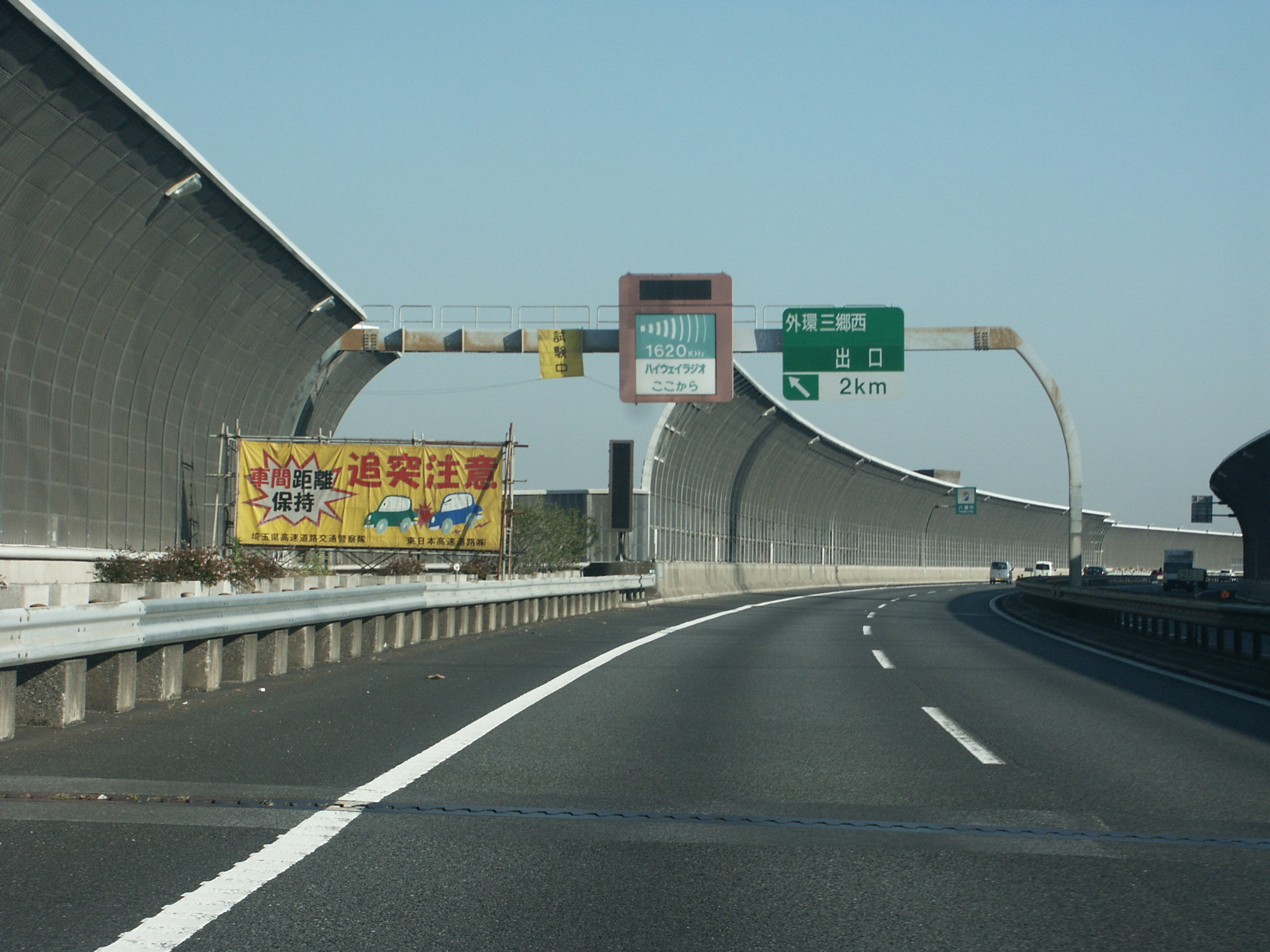
予定地（外回り分岐付近）
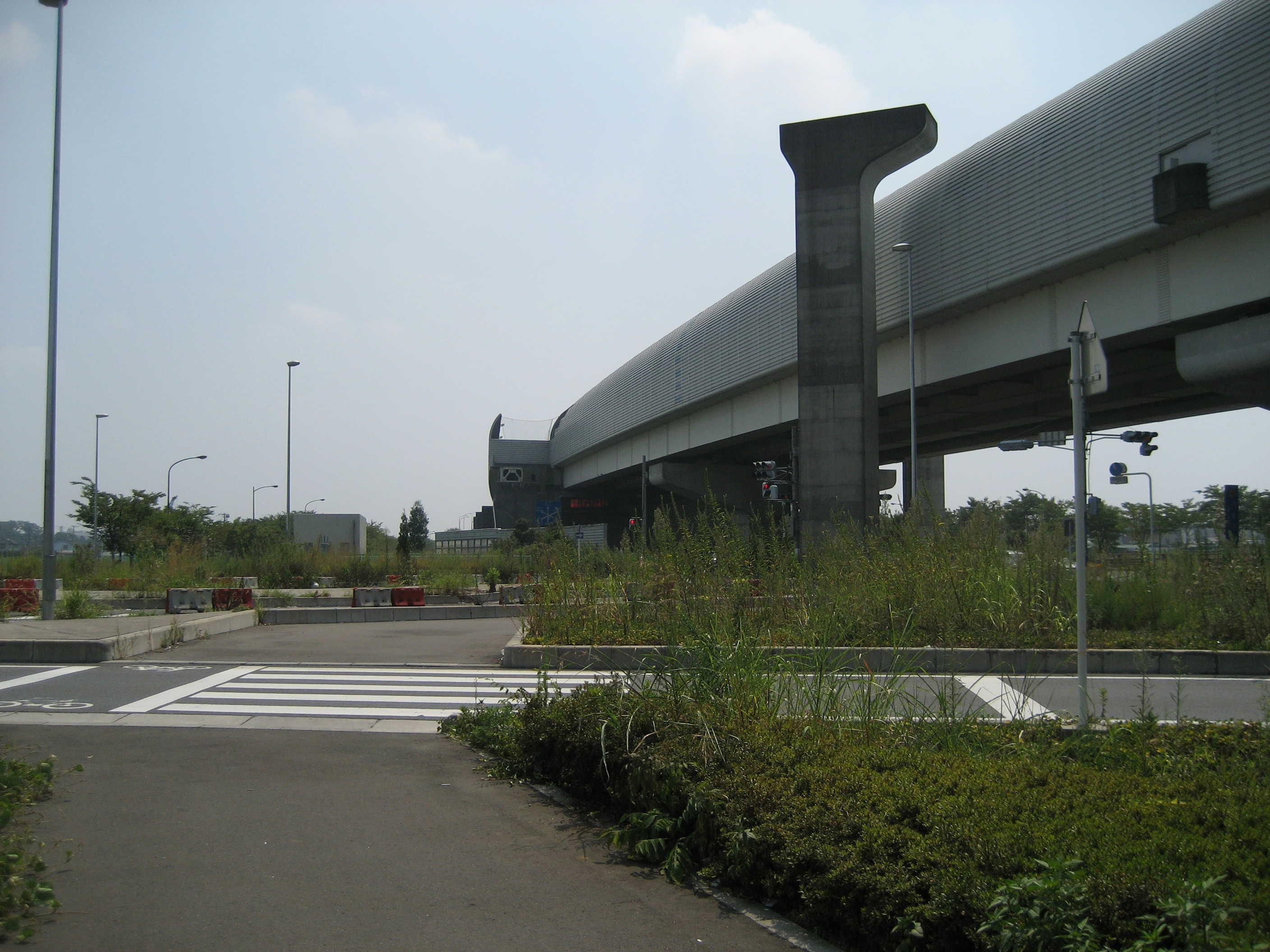
予定地（国道298号線八条白鳥交差点付近）